# Juana Romani

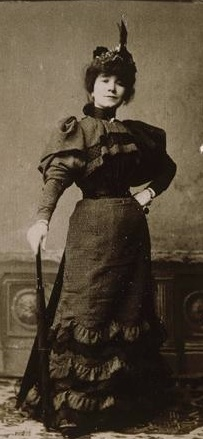
Juana Romani, Fotografie von Pierre Petit

Juana Romani (geboren am 31. August 1869 in Velletri; gestorben 1923 in Suresnes) war eine italienische Malerin.

## Leben
Juana Romani wurde im italienischen Velletri geboren, kam jedoch bereits als Kind nach Paris, wo sie verschiedenen Künstlern Modell stand. Bereits als Dreizehnjährige wählte der Bildhauer Alexandre Falguière ihren Kopf als Vorbild für eine Büste der Diana (heute im Iris & B. Gerald Cantor Center for Visual Arts, Stanford) und der Maler Victor Prouvé porträtierte sie als Judith (Privatsammlung). Zudem schufen Ferdinand Roybet und Jean-Jacques Henner mehrere Bildnisse von ihr.

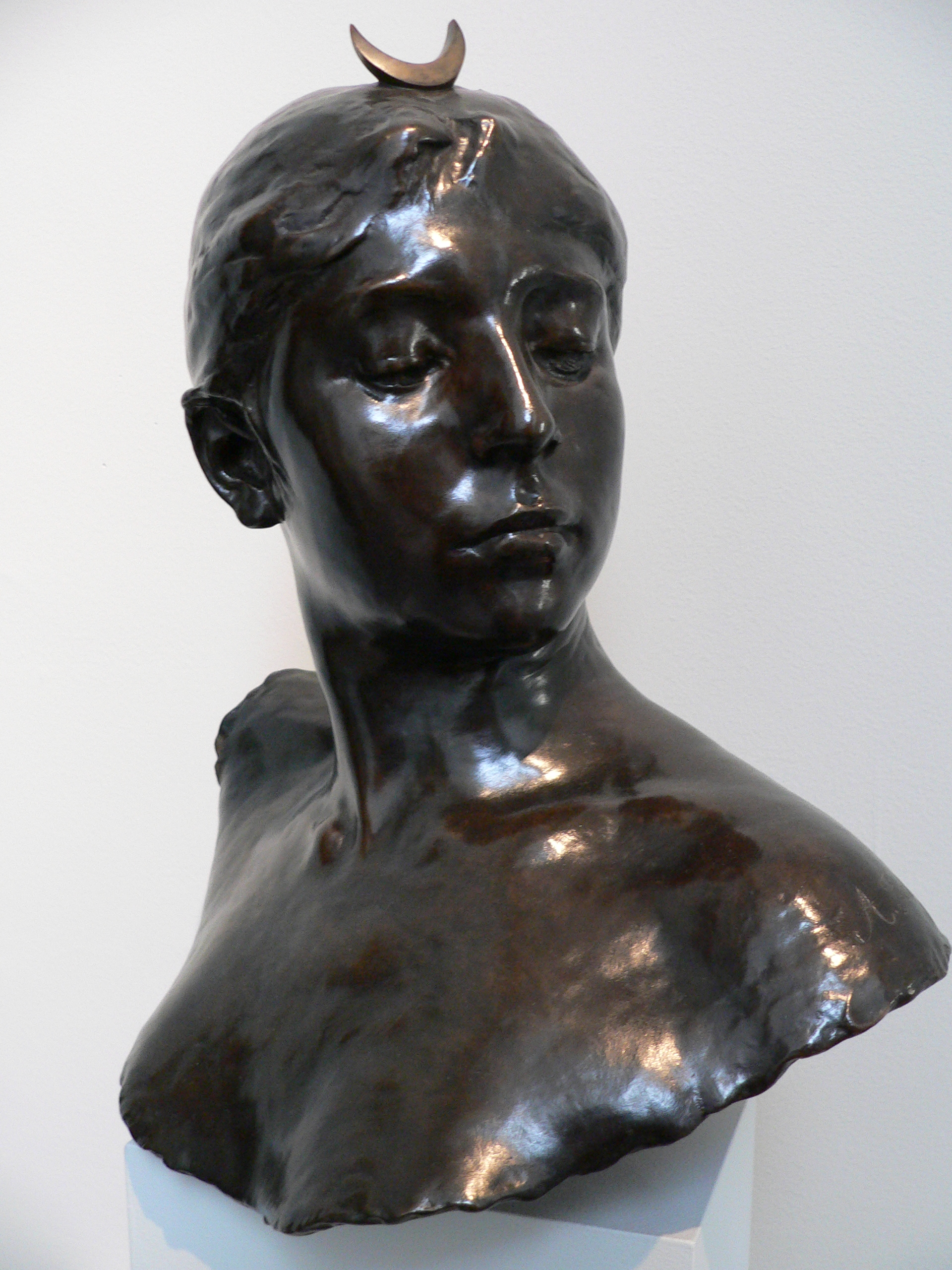
Alexandre Falguière: Juana Romani als Büste der Diana
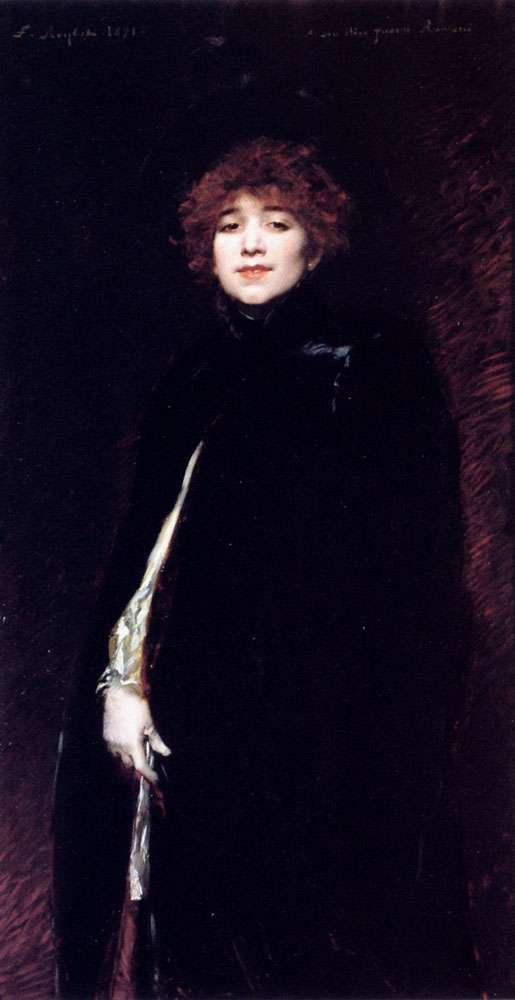
Ferdinand Roybet: Porträt der Juana Romani
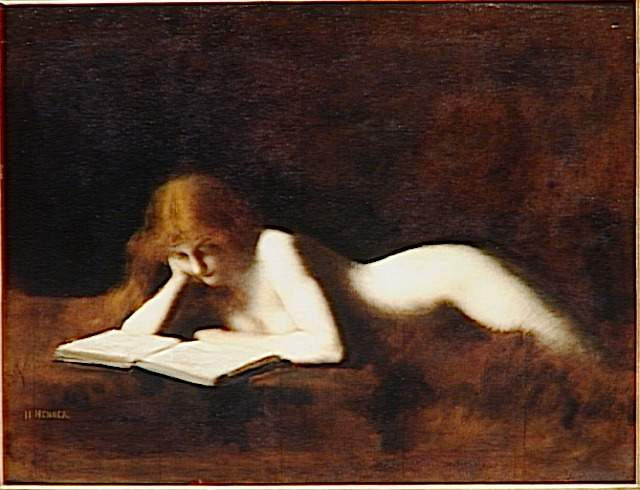
Jean-Jacques Henner: Juana Romani als Die Lesende

Später begann sie eine eigene Karriere als Malerin. Sie wurde Schülerin von Henner, nahm Unterricht bei Ferdinand Roybet und besuchte die Damen-Klasse des Malers Émile Auguste Carolus-Duran. Ihre eigene Werke stehen deutlich im Einfluss dieser Maler. Sie stellte ihre Arbeiten, überwiegend Porträts von Frauen und Mädchen, von 1888 bis 1904 erfolgreich im Salon der Société des Artistes Français aus. Später litt sie an einer psychischen Erkrankung und lebte die letzten Lebensjahre in einer Nervenheilanstalt. In ihrer Geburtsstadt Velletri ist die Schule Isa Juana Romani – IIS Cederna nach ihr benannt.

## Gemälde von Juana Romani

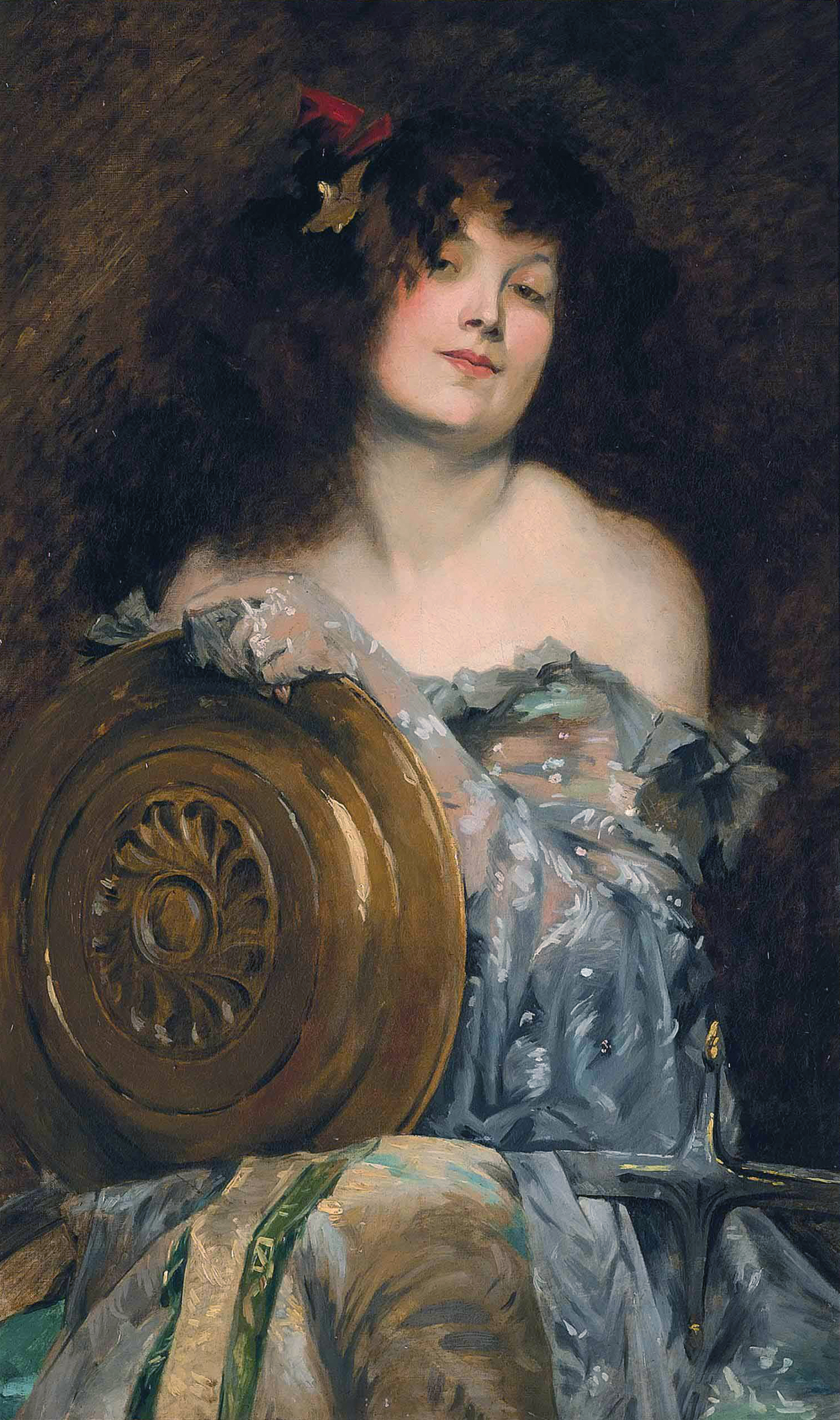
Salomé
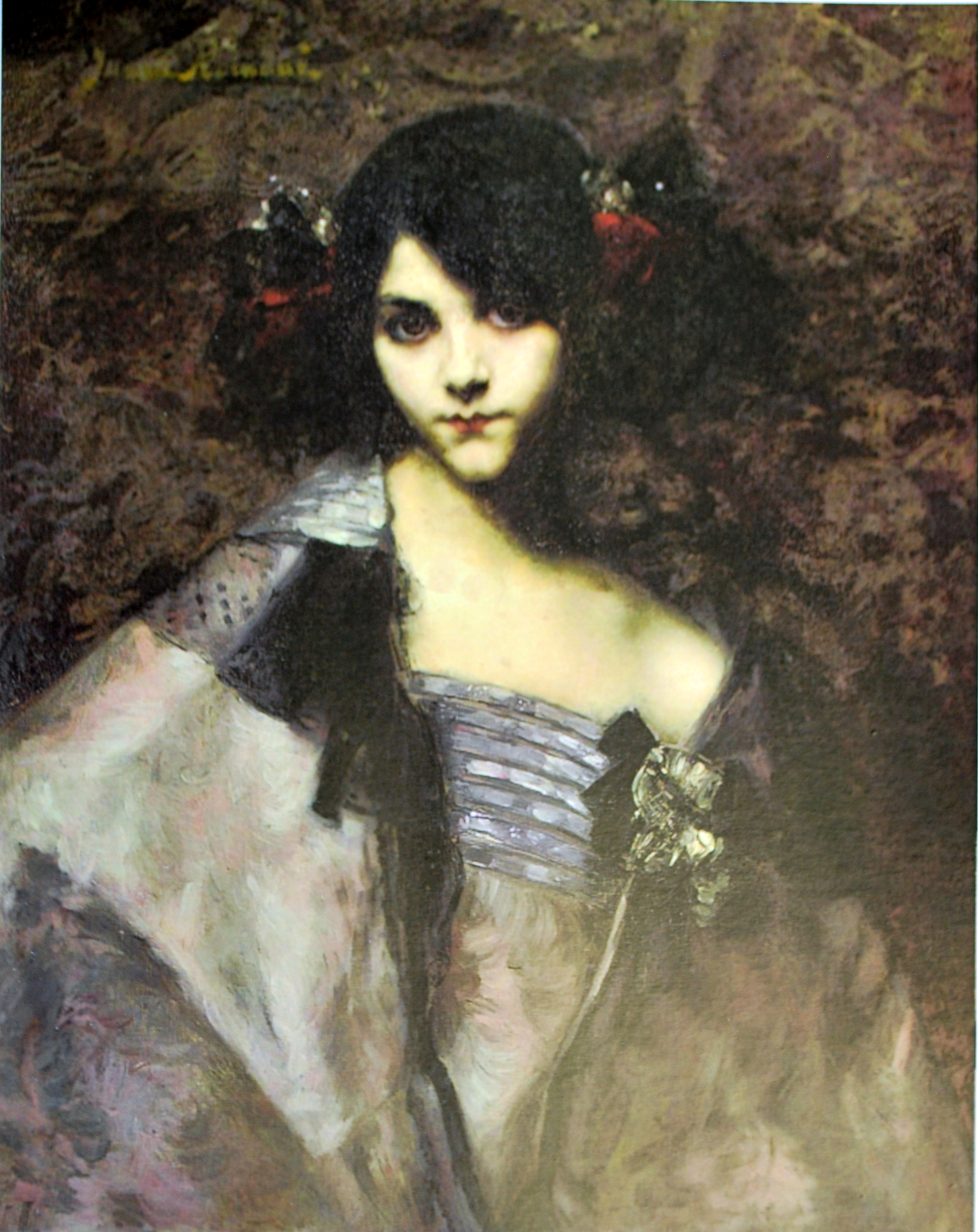
Bella Donna
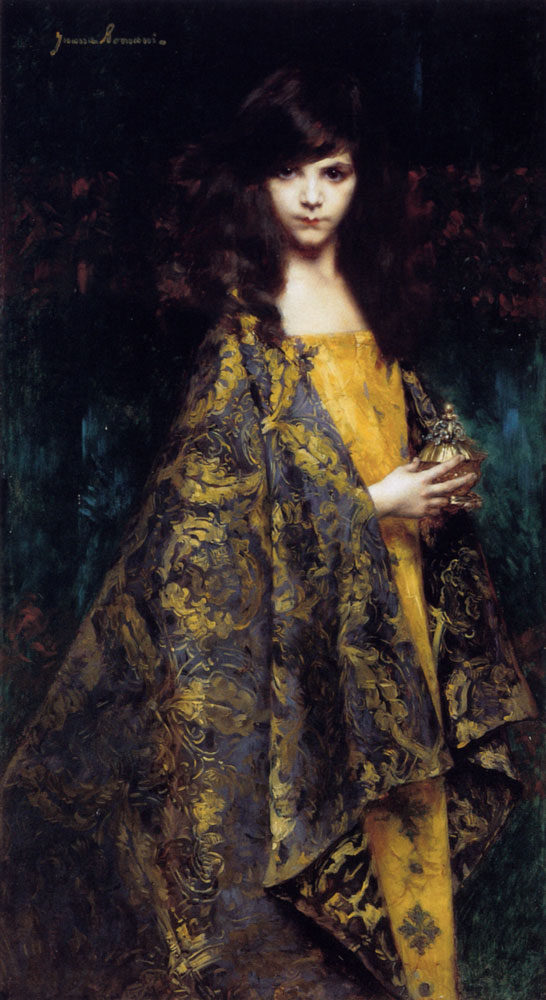
Angelica
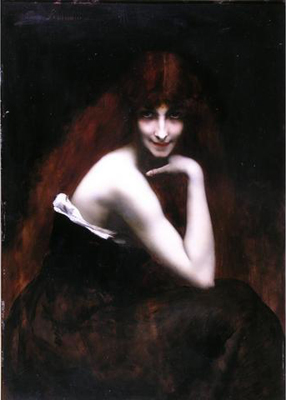
La Rossa
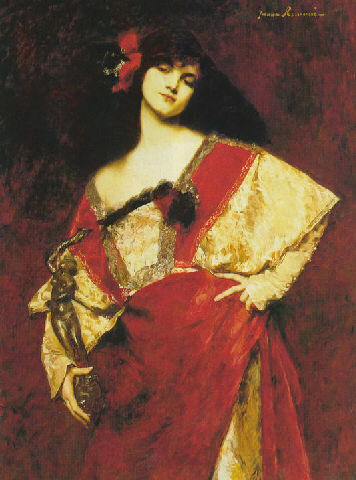
Tizianella
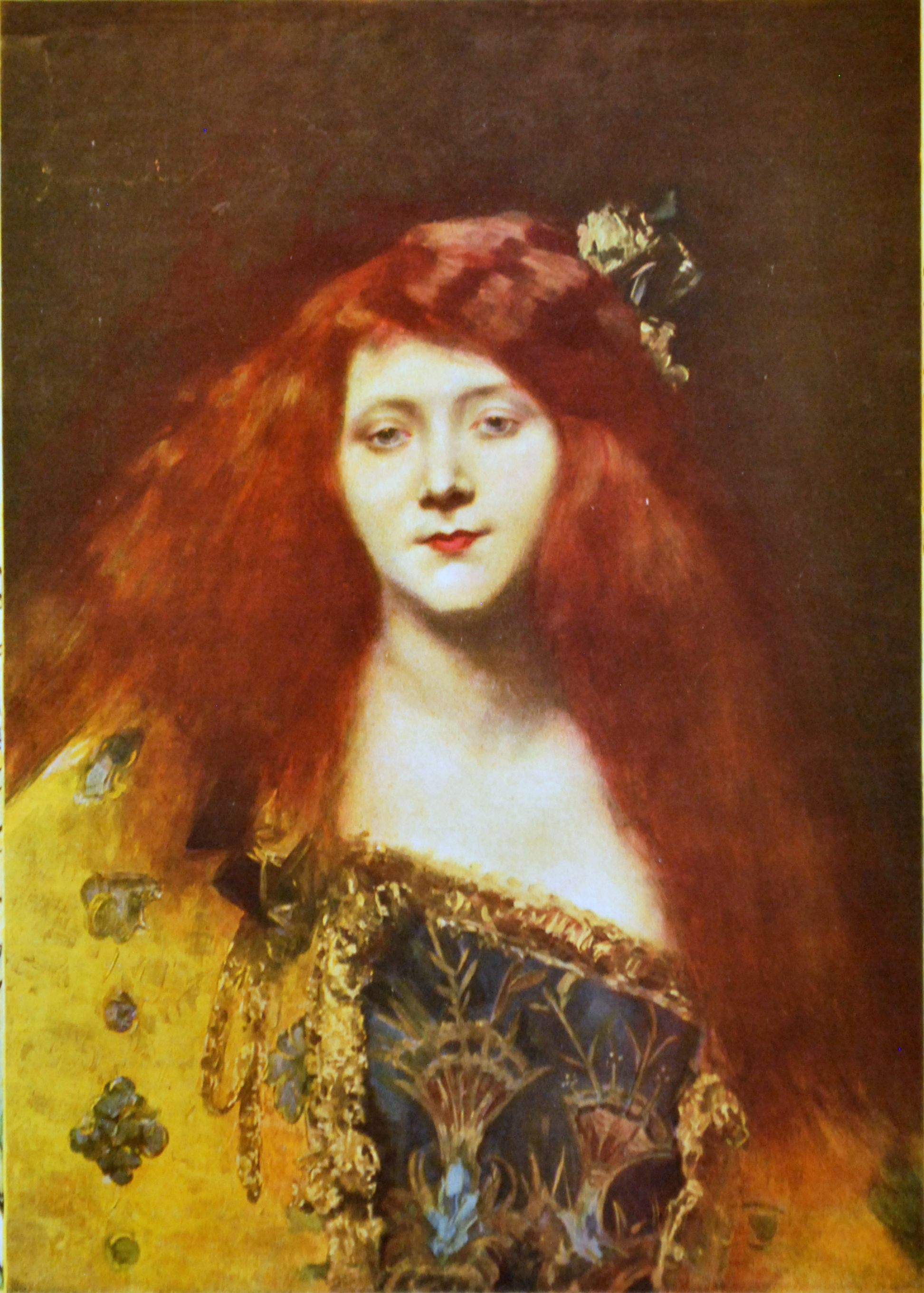
Leonora d’Este